# Église Saint-Louis de Grenoble
L'église Saint-Louis est une église paroissiale de Grenoble, en France, dépendant du diocèse de Grenoble-Vienne. Bien que le portail d'entrée donne sur la rue Félix-Poulat, le secrétariat paroissial est situé au 1, rue de Sault (parvis de l'abbé Pierre), dans le quartier de l'Hypercentre de Grenoble.
L'édifice fut fondée à la fin du XVIIe siècle sur demande de Mgr Le Camus, évêque de Grenoble, également responsable de la construction de l'église Saint-Joseph de Grenoble, lequel l'a consacrée en 1699 et dédiée à Saint Louis. Ce dernier souhaitait créer deux paroisses dans les nouveaux quartiers de la ville, Saint-Louis dans la ville et Saint-Joseph hors les murs, dans le faubourg du même nom.

## Description
Au-dessus du portail d'entrée, une mention latine précise : « Ludovicus Magnus hanc domum Domino ædificavit anno MDCXCIX » (« Louis le Grand fit édifier cette maison pour le Seigneur, l'an 1699 »). L'œil-de-bœuf de la façade comporte un vitrail et une horloge.
L'église est en forme de croix latine et son architecture est sobre. Ses vitraux remarquables ont été réalisés en 1925 et 1934 par le maître verrier grenoblois Louis Balmet (1876-1957) qui créa des œuvres religieuses et civiles dans le monde entier.

## Les cloches
L’église contient quatre cloches, trois du XIXe siècle et une du XVIIe siècle (historique).
| Numéro | Nom                  | Fondeur         | Lieu    | Année | Diamètre | Note |
| ------ | -------------------- | --------------- | ------- | ----- | -------- | ---- |
| 1      | Inconnu              | Louis Frèrejean | Lyon    | 1821  | 145 cm   | Ré3  |
| 2      | Antoinette-Joséphine | Gédéon Morel    | Lyon    | 1866  | 114 cm   | Fa3  |
| 3      | Joséphine            | Gédéon Morel    | Lyon    | 1867  | 89 cm    | La3  |
| 4      | Inconnu              | Inconnu         | Inconnu | 1674  | 55 cm    | Mi4  |

## Intérieur

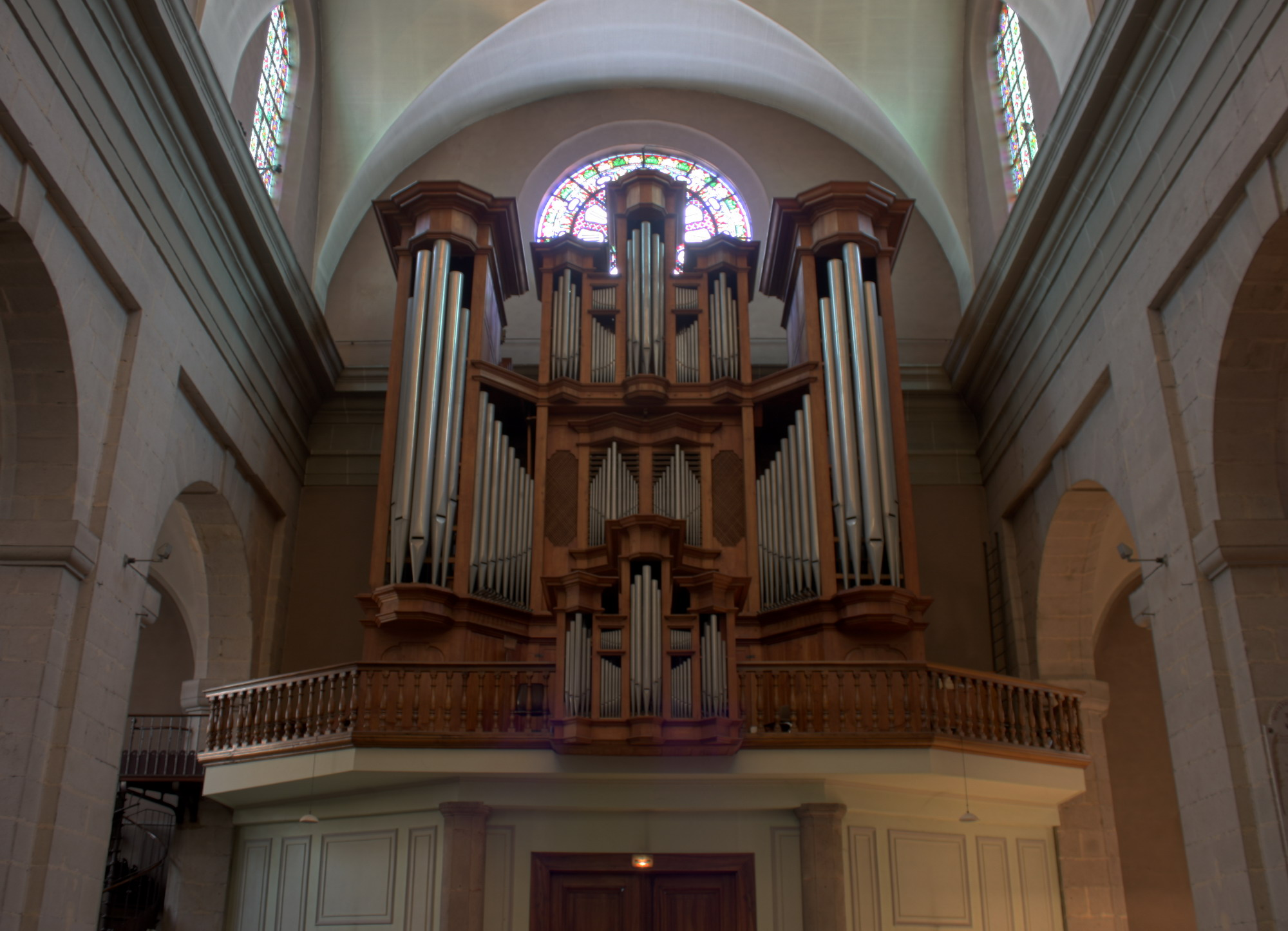
Les nouvelles orgues de l'église.

L'intérieur de l'église renferme une vierge en marbre blanc du XVIe siècle ; des tableaux datés de 1680 et de la main d'un frère dominicain, frère André ; des confessionnaux et une chaire datant du XVIIe siècle, en bois de noyer, ainsi qu'un maître-autel du XVIIIe siècle.
Les grandes orgues du XVIIe siècle, construites en 1746-1747 par le facteur suisse Samson Scherrer, ont été remplacées en 1980 par de nouvelles orgues réalisées par Bartoloméo Formentelli et comprenant 61 jeux et 4 600 tuyaux. Il ne subsiste que la tribune sur laquelle est venu prendre place, en 1805, l'orgue de l'abbatiale de Saint-Antoine en Viennois qu'une décision d'État a attribué à la paroisse citadine.
Le relevage de cet orgue, après trente années d’utilisation, a été effectué entre mai et février 2012, à l’instigation de la mairie de Grenoble, propriétaire. À la suite de cette rénovation, l’orgue de Saint-Louis continue à jouer son rôle dans la vie culturelle grenobloise, en grande partie avec l'aide et le soutien l’association des Amis de l’Orgue de Saint-Louis, dont tous les administrateurs sont entièrement bénévoles.